# 국립고궁박물원
국립고궁박물관(國立故宮博物院)은 중화민국 타이베이시에 위치해 있는 중화민국 행정원 소속 국립박물관이다.
이 박물원에는 중국 국민당이 국공 내전에서 패배하여 타이완으로 이동할 때에 대륙에서 가져온 문화재가 거의 대부분을 차지하고 있다. 이 박물관의 소장품의 수는 69만 7490개나 되어 세계 4대 박물관의 하나로 손꼽히고 있다. 워낙 유물이 많기 때문에 박물관에서는 3개월에 1번씩 전시하는 소장품을 전부 교환하고 있어서, 모든 소장품을 관람하려면 8년정도 걸린다고 한다. 2001년부터 소장품 보호를 위해 박물원 건물을 보수하고 있다. 장제스는 중국 전통문화에 애착이 많았다. 평소 지론이 '나라가 없어도 살 수 있지만 문물 없이 살 수 없다'는 것이었고, 국공내전 와중 패주하면서도 베이징 자금성고궁박물관에 있던 유물 중 가치가 높다고 판단한 29만점과 전국 각지의 유물들을 타이완으로 가져왔다
 자이현 타이바오시에는 남부 분관이 별도로 존재한다.

## 연혁
- 1925년 10월 10일 베이징에서 고궁박물원 개관
- 1928년 국민당 정부가 북벌 성공으로 고궁박물원을 접수함.
- 1933년 일본군에 의해 산해관이 함락 되자, 박물원 소장품을 상하이로 옮김.
- 1934년 고궁박물원이 중화민국 행정원의 직속 기관으로 편입.
- 1945년 일본의 패망으로 고궁박물원 베이징으로 복귀.
- 1948년 국공 내전이 국민당에게 불리하게 돌아가자 유물들을 타이완으로 옮김. 이후 타이중 등지에 일시 보관
- 1965년 11월 12일 타이베이에서 재개관

## 주요 소장품
- 취옥백채
- 육형석
- 칭기즈 칸 초상화
- 모공정

## 같이 보기
- 가장 큰 미술관 목록